# António Carlos Lima
António Carlos Lima (Ponte de Lima, 29 de Abril de 1926 - 8/9 de Setembro de 2014) foi um advogado e político português.
Licenciou-se em Direito, a 4 de Julho de 1949, pela Universidade de Lisboa, foi deputado entre 1958 e 1961 e um dos fundadores do PPD.
Foi Bastonário da Ordem dos Advogados entre 1978 e 1980.